# Torsten Sörenson
Torsten Napoleon Sörenson, född 25 april 1908 i Tanums socken, död 29 december 1992 i Norums församling, var en svensk organist och tonsättare.

## Biografi
Sörenson studerade vid Kungliga Musikkonservatoriet och avlade organistexamen 1936. Han var organist i Nikolaikyrkan i Göteborg 1935–1947, i Oscar Fredriks kyrka 1946–1975, lärare i musikteori vid Göteborgs musikhögskola 1952–1976. Torsten Sörenson tilldelades Illis Quorum 1975 och invaldes som ledamot nr 796 av Kungliga Musikaliska Akademien den 20 februari 1975.
Som tonsättare var Sörenson mycket produktiv och verkförteckningen hos STIM upptar nära 200 verk.
Torsten Sörenson är begravd på Kvibergs kyrkogård.